# Meteorus anthracnemis
Meteorus anthracnemis är en stekelart som beskrevs av De Saeger 1946. Meteorus anthracnemis ingår i släktet Meteorus och familjen bracksteklar. Inga underarter finns listade i Catalogue of Life.